# ORANGE (川根来音のアルバム)
ORANGE(オレンジ)は、日本の歌手、川根来音の1stミニアルバム。

## 内容
通信販売、ライブ会場限定で発売されたミニアルバム。全8曲収録。

## 収録曲
1. オレンジ
  - 作詞・作曲／川根来音
2. ハイウェイ
  - 作詞・作曲／川根来音
3. 爾来 〜10年後の僕等〜
  - 作詞・作曲／清木場俊介・川根来音
4. 愛してる
  - 作詞・作曲／川根来音
5. Baby
  - 作詞・作曲／川根来音
6. さっきから
  - 作詞・作曲／川根来音
7. レイレ
  - 作詞・作曲／川根来音
8. 通り雨
  - 作詞・作曲／川根来音